# Clusia peninsulae
Clusia peninsulae är en tvåhjärtbladig växtart som beskrevs av Barry Edward Hammel. Clusia peninsulae ingår i släktet Clusia och familjen Clusiaceae. Inga underarter finns listade i Catalogue of Life.